# Stella Gaitano
Stella Gaitano (arabe : إستيلا قايتانو), née en 1979 à Khartoum, est une écrivaine  et pharmacienne sud-soudanaise.
Elle est connue pour ses histoires traitant souvent des conditions de vie difficiles des habitants du Soudan du Sud, qui ont enduré la discrimination et la dictature militaire, ou la guerre et les déplacements dans la partie nord du Soudan. Depuis l'indépendance du Soudan du Sud en 2011, elle a également publié des romans sur la vie dans sa nouvelle nation.

## Biographie et carrière
Gaitano naît à Khartoum de parents originaires de l'actuel Soudan du Sud. Elle grandit en parlant plusieurs langues, dont l'arabe soudanais et l'otuho natal de ses parents, une langue sud-soudanaise. À l'université de Khartoum, elle étudie l'anglais et l'arabe standard. Elle dit préférer écrire en arabe dans un article pour le New York Times du journaliste soudanais Isma'il Kushkush : « J'aime la langue arabe et j'adore y écrire. C'est le moule linguistique dans lequel je veux remplir mes histoires personnelles et ma culture, distincte de celle des Arabes ». Elle ajoute : « C'était important pour moi que les Soudanais du Nord réalisent qu'il y avait de la vie, des valeurs et un peuple qui avait une culture différente, qui avait besoin d'espace pour être reconnu et respecté ». Gaitano dit avoir inspirée pour écrire après avoir lu le romancier soudanais Tayeb Salih et les traductions arabes de Gabriel García Márquez et Isabel Allende.

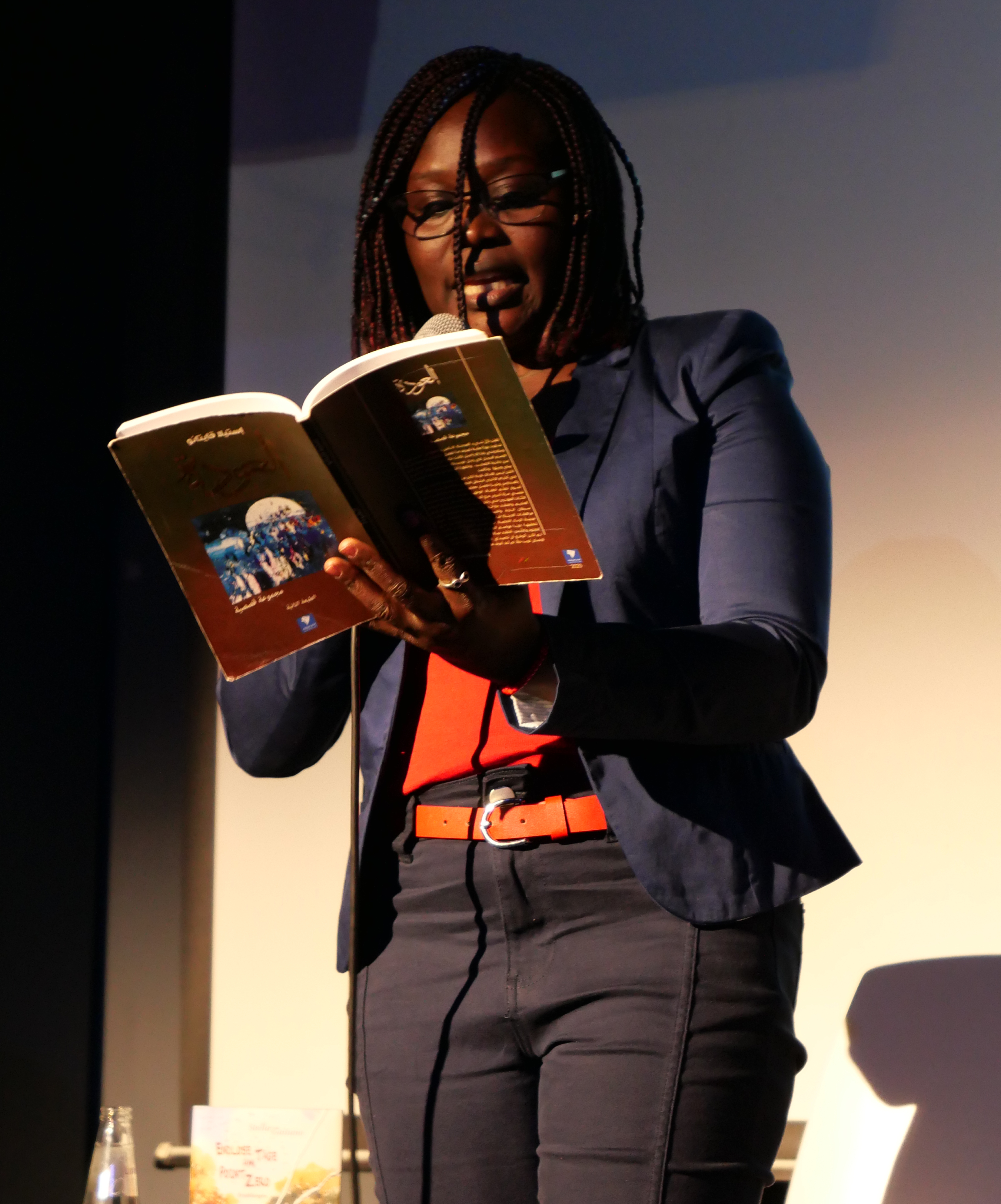
Gaitano lors d'une lecture durant l'événement « Littératures en exil » organisé par l'Institut Goethe sur l'exil et les Media in Cooperation and Transition (MiCT) à l'ACUD à Berlin-Mitte.

En 2012, Gaitano déménage à Djouba, la capitale du Soudan du Sud, où elle travaille comme pharmacienne tout en poursuivant sa carrière littéraire. Gaitano fuit le Soudan du Sud pour Khartoum en 2015, après avoir été harcelée et attaquée en raison de ses critiques au sujet de la mauvaise gestion et de la corruption du gouvernement sud-soudanais, ainsi que de son rôle dans la guerre civile sud-soudanaise.
Withered Flowers (2002), le premier recueil de nouvelles de Gaitano, raconte les histoires de personnes déplacées par des conflits dans le sud du Soudan, au Darfour et dans les monts Nouba, et forcées de vivre dans des camps près de Khartoum. Elle écrit ces histoires entre 1998 et 2002, alors qu'elle est encore étudiante. Selon la critique littéraire Marcia Lynx Qualey, « ce premier travail démontre un jeu de mots vibrant, une empathie intrépide et une profonde compréhension de la narration ».
Dans son deuxième recueil, The Return (2018), Gaitano décrit le voyage des Sud-Soudanais installés au Nord vers leur pays nouvellement créé. Elle décrit les attentes et les grands espoirs de ses personnages, et leurs déceptions encore plus grandes. En 2016, son Testimony of a Sudanese Writer est présenté dans l'édition de printemps du magazine littéraire anglais Banipal, intitulée Sudanese Literature Today.
Lors d'une exposition du peintre soudanais Ibrahim el-Salahi au Museum of Modern Art de New York en 2019, Gaitano est invitée à utiliser Prison Notebook d'el-Salahi comme source d'inspiration pour un récit fictif, et elle concentre son histoire The Rally of the Sixth of April sur un photographe soudanais (en) fictif documentant la révolution soudanaise de 2018-2019,.
En 2020, Eddo's Souls est le premier roman sud-soudanais à remporter le English PEN (en) Translates Award. Selon une critique du magazine littéraire ArabLit (en), « le roman commence dans un contexte rural, dans un petit village pauvre plein de mystère, de rituels et de superstition, et il se termine dans une ville bondée avec toutes ses complications ».
En 2022, Gaitano reçoit une bourse du programme allemand de PEN International pour les écrivains en exil. Le 11 septembre de cette même année, elle participe au Festival international de littérature de Berlin (en) au sein d'un panel sur la littérature arabophone contemporaine, avec la romancière Sabah Sanhouri originaire de Khartoum.

## Œuvres choisies
Nouvelles
- Withered Flowers (2002), nouvelles, traduction anglaise par Anthony Calderbank (en)[4]
- A Lake the Size of a Papaya Fruit (2003), remporte le prix Ali El-Makk (en) au Soudan
- The Return (2015), nouvelles, traduit par Aisha Musa el-Said aux éditions Rafiki de Djouba[13]
- Everything here boils
- Homecoming
- Escape From the Regular
- I kill myself and rejoice[14]
- The Rally of the Sixth of April (2019), inspiré du Prison Notebook d'Ibrahim el-Salahi, en arabe et anglais[8]
- Des mondes inconnus sur la carte (2009) dans l'anthologie française Nouvelles du Soudan[15]

Romans
- Eddo's Souls (2018), traduction anglaise aux éditions Dedalus Books (en), avec extrait dans le magazine ArabLit (en)[16]